# Тодор Скримов
Тодор Асенов Скримов е български волейболист. Женен за Силвия Зубева, с две дъщери - Ася и Тея..

## Биография
Роден е на 9 януари 1990 г. в град Перник. Висок е 191 см, тежи 82 кг. Постът му е посрещач и започва кариерата си в Миньор (Перник). След това играе за Славия (София). Той е признат за най-добър нападател на „Миньор“ през 2005 г., а две години по-късно и на „Славия“. През 2007 г. заминава за Франция. Там се записал да учи и бил на пълен пансион. Образованието му, което струвало около 6000 евро, плащал френския отбор. Всяка вечер след училище треньорът на тима Тиери Глоувач взимал Тодор за тренировка. Именно той открил таланта на българина. Тренирал го в продължение на две години, а Тодор се доказал като най-добрия на сервиса в отбора и дори получил награда за това. По това време тима на Фрежус станал за първи път шампион на Франция за младша възраст. Играе във Фрежус до 2009 година. Тогава отива на проби в Пари Волей, където го взимат и подписва договор за 2 години. Играе в Пари Волей от 2009 до 2013. През 2013 година става вицешампион на Франция с Пари Волей. Част е от идеалния отбор за сеон 2010 – 2011 г. на един най-популярните спортни ежедневници-Екип и посрещач номер 2 на Франция. По късно същата година подписва договор с италианския клуб Андреоли (Латина). На 19.10.2012 г. Тодор Скримов е отличен с награда „За принос в областта на спорта“ по случай празника на родния му град Перник. 
От 2015 до 2017 година се състезава в Ревивре (Милано).
През 2017 година преминава в руския НОВА (Новокуйбишевск).
През 2011 г. е поканен от Радостин Стойчев в националния отбор по волейбол. С националния отбор на България Скримов записва 4 място на летните олимпийски игри провели се в Лондон през 2012 г. Четвърто място на Европейско първенство – 2013 г., и 4 място на Световна лига през 2013 г.